# تاكاشي يوجيلي
تاكاشي يوجيلي (باليابانية: 氏家 貴士) (20 مايو 1975 في كاناغاوا في اليابان – )؛ هو لاعب كرة قدم سابق كان يلعب كلاعب وسط.

## وصلات خارجية
- تاكاشي يوجيلي على موقع رابطة كرة القدم اليابانية للمحترفين (اليابانية)